# Upplands runinskrifter 1007
Upplands runinskrifter 1007 är en vikingatida runsten av ljus granit med vit kvarts i Visteby, Rasbo socken och Uppsala kommun. Runstenen är cirka 1,8 meter hög och nära 1,5 meter bred. Runhöjden är 6-7 centimeter.

## Inskriften
Translitterering av runraden:
ouþbian lit rita · st(i)(n) ' aftiʀ · faþur · sin ' sihborn ' moni risti · runa
Normalisering till runsvenska:
Auðbiorn let retta stæin æftiʀ faður sinn Sigbiorn, Manni/Mani risti runaʀ.
Översättning till nusvenska:
Odbjörn lät uppresa stenen efter sin fader Sigbjörn. Manne ristade runorna.
Sigbjörn, som nämns på stenens ristning, omnämns även på U 1006 som också står i Rasbo socken. Det är inte omöjligt att det är samme Sigbjörn som avses, även om namnet var tämligen vanligt på vikingatiden. Stenarna är emellertid utom allt tvivel bägge två ristade av Manne, även om det bara är U 1007 som är signerad.